# 安芬鈎齒脂鯉
安芬鈎齒脂鯉，為輻鰭魚綱脂鯉目脂鯉亞目脂鯉科的其中一個種，分布於中南美洲巴拿馬至哥倫比亞大西洋岸淡水流域，體長可達7.8公分，棲息在底中層水域，生活習性不明。

## 扩展阅读
維基物種上的相關：安芬鈎齒脂鯉